# Lathrop, Missouri
Lathrop är en ort i Clinton County i Missouri. Vid 2010 års folkräkning hade Lathrop 2 086 invånare.